# Цихе (Малопольське воєводство)
Цихе (пол. Ciche) — село в Польщі, у гміні Чорний Дунаєць Новотарзького повіту Малопольського воєводства.
Населення — 3059 осіб (2011).
У 1975-1998 роках село належало до Новосондецького воєводства.

## Демографія
Демографічна структура станом на 31 березня 2011 року:
|          | Загалом | Допрацездатний вік | Працездатний вік | Постпрацездатний вік |
| -------- | ------- | ------------------ | ---------------- | -------------------- |
| Чоловіки | 1507    | 368                | 1012             | 127                  |
| Жінки    | 1552    | 341                | 904              | 307                  |
| Разом    | 3059    | 709                | 1916             | 434                  |